# ヴィンセント・オブライエン
ヴィンセント・オブライエン（Michael Vincent O'Brien、1917年4月9日 - 2009年6月1日）はアイルランドの競馬の調教師。
ブリティッシュ・チャンピオンズシリーズ名誉の殿堂にも入っている。

## 人物
イギリスダービー6勝など、数々の大競走を制した。2003年には、レーシング・ポスト紙のRacing Great 100で1位に選出され、競馬界において最も偉大な調教師のひとりである。イギリスダービー馬セクレトの調教師だったデイヴィッド・オブライエンは実の息子。同じアイルランドの調教師エイダン・オブライエンとは同姓であるが、血縁関係はない。
アイルランドのコーク県に生まれたヴィンセント・オブライエンは、まず障害競走の調教師として頭角を表す。
グランドナショナルを3度勝ち、さらにコテージレーク (Cottage Rake) という馬でチェルトナムゴールドカップを3連覇する。
1951年、ティペラリー県に厩舎を開設し、平地競走に進出する。
1962年にラークスパー (Larkspur) でイギリスダービーを初めて勝つと、その後ニジンスキーやザミンストレルなどで6度制した。中でもニジンスキーではレスター・ピゴット騎手とのコンビでイギリスクラシック三冠を制した。
ピゴットは、1960年代から1970年代にかけてヴィンセント・オブライエンの管理馬で多くの大レースを制した。1970年代にはロバート・サングスターとヴィンセント・オブライエンの娘婿であるジョン・マグナーとともにクールモアスタッドやバリードイル厩舎を設立し、成功を収める。この成功はノーザンダンサー系の競走馬の活躍によるところが大きい。
ヴィンセント・オブライエンの調教師引退後、バリードイル厩舎はエイダン・オブライエンに引き継がれた。
2009年6月1日、オーストラリアのパースに於いて天寿を全うした。92歳没。これを称え、ナショナルステークスはヴィンセント・オブライエンナショナルステークスに改称された。

## おもな管理馬
- サーアイヴァー（イギリスダービー、2000ギニー）
- ニジンスキー（イギリスクラシック三冠、キングジョージ6世&クイーンエリザベスステークス、アイリッシュダービー）
- ロベルト（イギリスダービー）
- ザミンストレル（イギリスダービー、キングジョージ6世&クイーンエリザベスダイヤモンドステークス、アイリッシュダービー）
- アレッジド（凱旋門賞2回）
- エルグランセニョール（2000ギニー、アイリッシュダービー）
- ローソサイエティ（アイリッシュダービー）
- サドラーズウェルズ（アイリッシュ2000ギニー）
- ロイヤルアカデミー（ブリーダーズカップ・マイル、ジュライカップ）